# Broich (Bergisch Gladbach)
Broich ist ein Ortsteil im Stadtteil Bärbroich von Bergisch Gladbach.

## Geschichte
Die Siedlung Broich ist aus einer mittelalterlichen Hofstelle hervorgegangen. In der ersten urkundlichen Erwähnung trägt sie den Namen „Broyke“. Im Urkataster steht das Wort Broch. Bei seiner frühneuzeitlichen Gründung gehörte das Hofgut zum Lehnsverband des Herkenrather Fronhofs. Als Folge davon wurden die „guiter zoim Broich“ bereits in der Kirchenbankordnung von 1630 erwähnt.
Laut der Uebersicht des Regierungs-Bezirks Cöln besaß der als „Bauergut“ kategorisierte Ort 1845 zwei Wohnhäuser. Zu dieser Zeit lebten neun Einwohner im Ort, alle katholischen Glaubens. 1905 gab es hier neun Wohngebäude mit 58 Bewohnern. Etymologisch entspricht Broich dem althochdeutschen Wort „bruoh“ und dem mittelhochdeutschen „bruoch“ (= Moorboden, Sumpf). Es handelte sich also ursprünglich um sumpfiges Wiesenland oder ein Strauchdickicht am Wasser.